# CNN/YouTube討論会
『CNN/YouTube討論会』（シーエヌエヌ ユーチューブとうろんかい、CNN YouTube Debate）は、CNNで放送された2008年アメリカ合衆国大統領選挙の大統領選挙討論会の番組である。
視聴者が立候補者への質問をビデオにし、YouTube上へアップロードする。これを立候補者が討論会において答えるシステムを採用した。討論会は政党別に行われた。司会はアンダーソン・クーパーが担当。
| スタブアイコン | サブスタブ | この項目は、まだ閲覧者の調べものの参照としては役立たない、テレビ番組に関連した書きかけの項目です。この項目を加筆・訂正などしてくださる協力者を求めています（P:テレビ/PJ:放送または配信の番組）。 |